# Ziegelhütte (Hohholz)
Ziegelhütte ist ein Wohnplatz des Marktes Emskirchen im Landkreis Neustadt an der Aisch-Bad Windsheim (Mittelfranken, Bayern). Ziegelhütte liegt in der Gemarkung Hohholz.

## Geografie
Die ehemalige Einöde ist im Gemeindeteil Hohholz aufgegangen. Sie ist ringsum von Wald umgeben: im Nordwesten Ochsengraben, im Nordosten Hutschlag, im Südosten Leintännig.

## Geschichte
Gegen Ende des 18. Jahrhunderts gehörte die Ziegelhütte zur Realgemeinde Hohholz. Das Anwesen hatte die Herrschaft Brunn als Grundherrn. Unter der preußischen Verwaltung (1792–1806) des Fürstentums Bayreuth erhielt die Ziegelhütte die Hausnummer 11 des Ortes Hohholz.
Von 1797 bis 1810 unterstand der Ort dem Justizamt Markt Erlbach und Kammeramt Emskirchen. Im Rahmen des Gemeindeedikts wurde Ziegelhütte dem 1811 gebildeten Steuerdistrikt Brunn und der 1813 gegründeten Ruralgemeinde Brunn zugeordnet. Mit dem Zweiten Gemeindeedikt (1818) wurde sie in die neu gebildete Ruralgemeinde Hohholz umgemeindet. Am 1. Januar 1972 wurde Ziegelhütte im Zuge der Gebietsreform nach Emskirchen eingemeindet. Bis dahin war Ziegelhütte ein amtlich benannter Gemeindeteil.

## Einwohnerentwicklung
| Jahr      | 001840 | 001871 | 001885 | 001900 | 001925 | 001950 | 001961 | 001970 |
| Einwohner | 7      | 8      | 5      | 2      | 5      | 5      | 5      | 5      |
| Häuser    | 1      |        | 1      | 1      | 1      | 1      | 1      |        |
| Quelle    | [ 5 ]  | [ 6 ]  | [ 7 ]  | [ 8 ]  | [ 9 ]  | [ 10 ] | [ 11 ] | [ 12 ] |

## Religion
Der Ort ist evangelisch-lutherisch geprägt und nach St. Georg (Brunn) gepfarrt.

## Weblink
- Ziegelhütte in der Ortsdatenbank des bavarikon, abgerufen am 19. August 2021.